# Cantone di Thionville
Il Cantone di Thionville è una divisione amministrativa dell'Arrondissement di Thionville-Est.
È stato costituito a seguito della riforma approvata con decreto del 18 febbraio 2014, che ha avuto attuazione dopo le elezioni dipartimentali del 2015.

## Composizione
Comprende parte della città di Thionville e il comune di Terville.